# Celidracons
Els celidracons (Caelidracones) (del llatí; caelum, «cel» + draco, «drac» ; «drac del cel») són un grup de pterosaures pertanyent al clade Macronychoptera.
El 2003, el paleontòleg David Unwin va nomenar al clade (és a dir, un llinatge monofilètic) Caelidracones. La definició era «el grup format per l'últim ancestre comú d'Anurognathus ammoni i Quetzalcoatlus northropi, i a tots els seus descendents». El nom es deriva de la paraula llatina caelum, «cel» i draco que significa «drac», de manera que el terme en conjunt significa «drac de cel», una referència a un famós llibre sobre els pterosaures realitzat pel paleontòleg britànic Harry Govier Seeley el 1901: Dragons of the Air (Dracs de l'aire).
Unwin va nomenar al grup després d'haver-lo determinat amb una anàlisi cladística. La sinapomorfia (característiques compartides derivades) són: un os quadrat perforat que sorgeix centrat (Unwin es refereix al fet que la base mateixa de l'os cranial era molt prominent), un cúbit més llarg que la tíbia (els membres d'aquest grup tenia potes posteriors més curtes en comparació dels seus avantpassats), el peroné era menys del 80% de la longitud de la tíbia (assolint el calcani al turmell, el que va tenir com a conseqüència una major limitació en la rotació de la cama).
D'acord amb l'anàlisi de Unwin els celidracons són el tàxon germà de la família Dimorphodontidae dins Macronychoptera, i inclou als grups Anurognathidae i Lonchognatha, per tant la majoria dels pterosaures pertanyen a aquest grup, exceptuant als més basals. Altres estudis de les relacions dels pterosaures han trobat que els anurognàtids i els pterodactiloïdeus són grups germans, la qual cosa limitaria als celidracons com l'agrupació d'aquests dos clades.